# Cyclomia ebuleata
Cyclomia ebuleata là một loài bướm đêm trong họ Geometridae.